# SESI Lab
O SESI Lab é um museu interativo no Setor Cultural Sul em Brasília, com iniciativa do SESI. Inspirado no Exploratorium, um dos principais centros interativos do mundo, possui uma programação multidisciplinar orientada por uma abordagem educativa criativa, inovadora e acessível a diferentes públicos. O museu foi inaugurado em 30 de Novembro de 2022.  
O grupo de trabalho de criação do SESI Lab incluiu, além do Exploratorium, a equipes do SESI e especialistas do SENAI.

## Prédio
O espaço se localiza na antiga sede de Touring Club do Brasil, construido em 1963, um terreno na área central de Brasília. O prédio foi construído com projeto de Oscar Niemeyer e está situado em frente ao Setor Cultural Sul.
O uso do espaço conforme o plano original definido por Lucio Costa, a vocação do prédio do Touring era cultural e não administrativa, tal qual foi definido por Lucio Costa que afirma no Relatório do Plano Piloto.
O Touring Club foi perdendo importância e em 2005 o prédio foi vendido em leilão pela União para uma empresa. Estava deteriorado e invadido. O edifício foi recuperado em mutirão e o governo local se comprometeu a instalar ali atividades culturais, porém, imóvel foi se deteriorando, passou por uma pequena revitalizado e foi utilizado como rodoviária. Em 2020, o imóvel foi adquirido pelo Sesi que assinou parceria com o Governo do Distrito Federal para revitalizar todo espaço externo do prédio por meio do programa Adote uma Praça.
Foi tombado pelo IPHAN em dezembro de 2007

## O espaço
O SESI Lab tem 7.500 m² de área construída, 33 mil m² de área externa, cinco galerias expositivas, painel expositivo de LED com 84 m² e resolução 8K, 100 experimentos interativos em exposição de longa duração, 120 ações culturais ao ano e 300 oficinas maker e biomaker ao ano.
Um café na varanda/mirante, uma lojinha, obras de artistas consagrados, um painel imenso de Athos Bulcão, um anfiteatro, edifício ladeado por 33 mil metros quadrados de área verde revitalizada perto do Marco zero de Brasília.